# Atletica leggera ai Giochi della III Olimpiade - Salto in alto
La gara del salto in alto dei Giochi della III Olimpiade si tenne il 29 agosto 1904 al Francis Field della Washington University di Saint Louis.

## La gara
Si assiste a un ricambio generazionale: tutti gli iscritti sono alla loro prima partecipazione olimpica. Fa eccezione l'ungherese Gönczy che, appena diciannovenne, nel 1900 aveva gareggiato a Parigi vincendo il bronzo con 1,75.

A Saint Louis Gönczy salta la stessa misura ma questa volta non è sufficiente per la medaglia: è quarto. Vince Samuel Jones, che conferma il titolo nazionale ottenuto il 4 luglio, sempre a Saint Louis. Garrett Serviss si aggiudica l'argento dopo un salto di spareggio con Paul Weinstein (non è dato sapere a quale misura).

## Risultati
Viene usato il sistema metrico inglese: le altezze sui ritti sono misurate in pollici.
| Pos.    | Atleta          | Nazione     | Età | Misura ufficiale | Misura inglese |
| ------- | --------------- | ----------- | --- | ---------------- | -------------- |
| Oro     | Samuel Jones    | Stati Uniti | 23  | 1,80 (1,803)     | 5' 11"         |
| Argento | Garrett Serviss | Stati Uniti | 23  | 1,77 (1,765)     | 5' 9 e ½"      |
| Bronzo  | Paul Weinstein  | Germania    | 26  | 1,77             | 5' 9 e ½"      |
| 4       | Lajos Gönczy    | Ungheria    | 23  | 1,75 (1,746)     | 5' 8 e ¾"      |
| 5       | Emil Freymark   | Stati Uniti | 25  | 1,72 (1,714)     | 5' 7 e ½"      |
| 6       | Ervin Barker    | Stati Uniti | 21  | 1,70 (1,695)     | 5' 6 e ¾"      |